# Ceratobasidium obscurum
Ceratobasidium obscurum é uma espécie de fungo pertencente à família Ceratobasidiaceae.